# Copa del Generalísimo de fútbol 1944-45
La Copa del Generalísimo de Fútbol de 1945 fue la edición número 41 de la competición de Copa en España. La conquistó el Atlético de Bilbao, en lo que fue su decimoquinto título copero. Se disputó desde el 31 de diciembre de 1944 hasta el 24 de junio de 1945.

## Primera Ronda
Se disputó en eliminatoria a doble partido: la ida se jugó el 31 de diciembre de 1944 y la vuelta el 21 de enero de 1945. Real Gijón, CD Castellón, Club Ferrol, Real Santander quedaron exentos de jugar esta ronda.
| Local ida                 | Resultado global | Local vuelta        | Ida | Vuelta | Desempate |
| ------------------------- | ---------------- | ------------------- | --- | ------ | --------- |
| Deportivo de La Coruña    | 0-3              | Real Sociedad       | 0-0 | 0-3    | -         |
| Cultural Leonesa          | 2-11             | Atlético de Bilbao  | 1-3 | 2-8    | -         |
| Celta de Vigo             | 3-4              | RCD Español         | 2-3 | 1-1    | -         |
| Baracaldo                 | 5-4              | Real Murcia         | 2-1 | 3-3    | -         |
| CD Constancia             | 5-7              | Real Oviedo         | 4-3 | 1-4    | -         |
| CF Barcelona              | 10-1             | Real Zaragoza       | 5-1 | 5-0    | -         |
| CD Sabadell               | 2-5              | CD Alcoyano         | 1-1 | 1-4    | -         |
| Club Atlético de Aviación | 5-2              | Real Betis Balompié | 4-1 | 1-1    | -         |
| Ceuta                     | 1-9              | Real Madrid         | 0-4 | 1-5    | -         |
| Valencia CF               | 4-1              | Jerez FC            | 3-0 | 1-1    | -         |
| Sevilla CF                | 7-1              | Mallorca            | 6-0 | 1-1    | -         |
| Granada                   | 5-2              | Hércules            | 4-2 | 1-0    | -         |

## Octavos de final
La segunda ronda se disputó a doble partido: la ida el 11 de febrero y la vuelta el 4 de marzo. El partido de desmpate que se produjo en el Sevilla - Real Madrid se jugó en Valencia el 21 de marzo.
| Local ida                 | Resultado global | Local vuelta       | Ida | Vuelta | Desempate |
| ------------------------- | ---------------- | ------------------ | --- | ------ | --------- |
| CF Barcelona              | 2-5              | Atlético de Bilbao | 1-2 | 1-3    | -         |
| Real Gijón                | 1-2              | Real Oviedo        | 0-0 | 1-2    | -         |
| Club Atlético de Aviación | 2-0              | Club Ferrol        | 2-0 | 0-0    | -         |
| Sevilla                   | 4-2              | Real Madrid        | 1-0 | 1-2    | 2-0       |
| Valencia CF               | 3-2              | CD Alcoyano        | 1-0 | 2-2    | -         |
| Real Santander            | 1-5              | CD Castellón       | 1-2 | 1-3    | -         |
| Baracaldo                 | 0-7              | RCD Español        | 0-3 | 0-4    | -         |
| Granada                   | 4-2              | Real Sociedad      | 3-0 | 1-2    | -         |

## Cuartos de final
La segunda ronda se disputó a doble partido: la ida el 1 de abril y la vuelta el 27 de mayo. El partido de desempate que se produjo en el Granada - CD Castellón se jugó en Madrid el 31 de mayo.
| Local ida                 | Resultado global | Local vuelta       | Ida | Vuelta | Desempate |
| ------------------------- | ---------------- | ------------------ | --- | ------ | --------- |
| Club Atlético de Aviación | 1-2              | Atlético de Bilbao | 1-2 | 0-0    | -         |
| CD Castellón              | 4-4              | Granada            | 3-0 | 1-4    | 1-2       |
| Real Oviedo               | 2-4              | RCD Español        | 1-2 | 1-2    | -         |
| Valencia CF               | 5-3              | Sevilla            | 5-1 | 0-2    | -         |

## Semifinales
Se disputaron los partidos de ida el 3 de junio y los de vuelta el 10 de junio. 
| Local ida   | Resultado global | Local vuelta       | Ida | Vuelta | Desempate |
| ----------- | ---------------- | ------------------ | --- | ------ | --------- |
| RCD Español | 1-4              | Atlético de Bilbao | 0-0 | 1-4    | -         |
| Valencia CF | 3-2              | Granada            | 2-0 | 1-2    | -         |

## Final
| 1  | PO | Lezama          |  |
| 2  | DF | Bergareche      |  |
| 3  | DF | Mieza           |  |
| 4  | MC | Celaya          |  |
| 5  | MC | Bertol          |  |
| 6  | MC | Nando           |  |
| 7  | DE | Iriondo         |  |
| 8  | DE | Gárate          |  |
| 9  | DE | Zarra           |  |
| 10 | DE | Panizo          |  |
| 11 | DE | Gaínza II       |  |
| DT | DT | Juanito Urquizu |  |

| 1  | PO | Eizaguirre      |  |  |
| 2  | DF | Álvaro          |  |  |
| 3  | DF | Juan Ramón      |  |  |
| 4  | MC | Vicente Asensi  |  |  |
| 5  | MC | Iturraspe       |  |  |
| 6  | MC | Lecue           |  |  |
| 7  | DE | Bertolí         |  |  |
| 8  | DE | Amadeo          |  |  |
| 9  | DE | Mundo           |  |  |
| 10 | DE | Igoa            |  |  |
| 11 | DE | Gorostiza       |  |  |
| DT | DT | Eduardo Cubells |  |  |

|  | 21'  | Zarra   | 1-1 |
|  | 26'  | Iriondo | 2-1 |
|  | 90+' | Iriondo | 3-2 |

|  | 12' | Amadeo | 0-1 |
|  | 37' | Mundo  | 2-2 |
|  |     |        |     |

|  | 86’ | Zarra |

|  | 86' | Álvaro |

| Árbitro: | Pedro Escartín |

| 1  | PO | Lezama          |  |
| 2  | DF | Bergareche      |  |
| 3  | DF | Mieza           |  |
| 4  | MC | Celaya          |  |
| 5  | MC | Bertol          |  |
| 6  | MC | Nando           |  |
| 7  | DE | Iriondo         |  |
| 8  | DE | Gárate          |  |
| 9  | DE | Zarra           |  |
| 10 | DE | Panizo          |  |
| 11 | DE | Gaínza II       |  |
| DT | DT | Juanito Urquizu |  |

| 1  | PO | Eizaguirre      |  |  |
| 2  | DF | Álvaro          |  |  |
| 3  | DF | Juan Ramón      |  |  |
| 4  | MC | Vicente Asensi  |  |  |
| 5  | MC | Iturraspe       |  |  |
| 6  | MC | Lecue           |  |  |
| 7  | DE | Bertolí         |  |  |
| 8  | DE | Amadeo          |  |  |
| 9  | DE | Mundo           |  |  |
| 10 | DE | Igoa            |  |  |
| 11 | DE | Gorostiza       |  |  |
| DT | DT | Eduardo Cubells |  |  |

|  | 21'  | Zarra   | 1-1 |
|  | 26'  | Iriondo | 2-1 |
|  | 90+' | Iriondo | 3-2 |

|  | 12' | Amadeo | 0-1 |
|  | 37' | Mundo  | 2-2 |
|  |     |        |     |

|  | 86’ | Zarra |

|  | 86' | Álvaro |

| Árbitro: | Pedro Escartín |

|                            |
| Campeón ATLÉTICO DE BILBAO |
| 16º título                 |